# Představitelé Pekingu
Představitelé Pekingu stojí v čele správy města. Od vzniku Čínské lidové republiky roku 1949 stojí v čele správy Pekingu starosta (š’-čang, 市长) řídící lidovou vládu Pekingu (Pej-ťing-š’ žen-min čeng-fu, 北京市人民政府). Nejvyšší politické postavení ve městě má však tajemník pekingského výboru Komunistické strany Číny, vládnoucí politické strany města i celého státu. K dalším předním představitelům Pekingu patří předseda městského lidového shromáždění (zastupitelského sboru) a předseda městského výboru lidového politického poradního shromáždění.
V politickém systému Čínské lidové republiky, analogicky k centrální úrovni, má příslušný regionální výbor komunistické strany v čele s tajemníkem ve svých rukách celkové vedení, lidová vláda v čele se starostou (u města) nebo guvernérem (u provincie) řídí administrativu regionu, lidové shromáždění plní funkce zastupitelského sboru a lidové politické poradní shromáždění má poradní a konzultativní funkci.
V případě Pekingu mají jeho představitelé, jako reprezentanti hlavního města země, větší vliv než je u regionálních politiků obvyklé, tajemník pekingského výboru strany je obvykle členem politbyra ústředního výboru KS Číny; někteří tajemníci a starostové byli povýšeni i do stálého výboru politbyra, mezi 6-9 nejvlivnějších politiků Čínské lidové republiky.

## Tajemníci pekingského městského výboru Komunistické strany Číny (od 1948)
Pekingský městský výbor KS Číny vedl do června 1955 tajemník s pomocí několika zástupců tajemníka. Od června 1955 pak první tajemník, s pomocí druhého tajemníka a několika dalších tajemníků. Od roku 1984 v čele výboru opět stojí tajemník s několika zástupci. 
Ve sloupci „Další funkce“ jsou uvedeny nejvýznamnější úřady zastávané současně s výkonem funkce tajemníka pekingského výboru strany, případně pozdější působení v politbyru a stálém výboru politbyra.
| Portrét | Jméno (životní data)                 | Od            | Do            | Další funkce |
| ------- | ------------------------------------ | ------------- | ------------- | --- |
|         | Pcheng Čen (彭真) (1902–1997)        | prosinec 1948 | květen 1966   | člen 7. a 8. politbyra ÚV KS Číny, starosta Pekingu (od 1951) |
|         | Li Süe-feng (李雪峰) (1907–2003)     | květen 1966   | duben 1967    | kandidát politbyra ÚV KS Číny (od srpna 1966) |
|         | Sie Fu-č’ (谢富治) (1909–1972)       | březen 1971   | březen 1972   | člen politbyra ÚV KS Číny, místopředseda vlády, ministr veřejné bezpečnosti, předseda pekingského revolučního výboru                                                                            |
|         | Wu Te (吴德) (1913–1995)             | březen 1972   | říjen 1978    | březen–říjen 1972 druhý tajemník, poté první tajemník; člen 10. (od srpna 1973) a 11. politbyra ÚV KS Číny, předseda pekingského revolučního výboru                                             |
|         | Lin Chu-ťia (林乎加) (1916–2018)     | říjen 1978    | leden 1981    | předseda pekingského revolučního výboru (do prosince 1978), starosta Pekingu (od prosince 1978)                                                                                                 |
|         | Tuan Ťün-i (段君毅) (1910–2004)      | leden 1981    | květen 1984   | předtím první tajemník chenanského provinčního výboru KS Číny (1978–1981), předseda chenanského revolučního výboru (1978–1979)                                                                  |
|         | Li Si-ming (李锡铭) (1926–2008)      | srpen 1984    | říjen 1992    | člen politbyra ÚV KS Číny (od listopadu 1987) |
|         | Čchen Si-tchung (陈希同) (1930–2013) | říjen 1992    | září 1995     | člen politbyra ÚV KS Číny, odvolán kvůli obvinění z korupce |
|         | Wej Ťien-sing (尉健行) (1931–2015)   | září 1995     | srpen 1997    | člen politbyra ÚV KS Číny, tajemník Ústřední komise pro kontrolu disciplíny KS Číny, tajemník ÚV KS Číny, předseda Všečínské federace odborů, později člen stálého výboru politbyra (1997–2002) |
|         | Ťia Čching-lin (贾庆林) (* 1940)     | srpen 1997    | říjen 2002    | člen politbyra ÚV KS Číny, později člen stálého výboru politbyra (2002–2012) |
|         | Liou Čchi (刘淇) (* 1942)            | říjen 2002    | červenec 2012 | člen 16. a 17. politbyra ÚV KS Číny |
|         | Kuo Ťin-lung (郭金龙) (* 1947)       | červenec 2012 | květen 2017   | člen politbyra ÚV KS Číny (od listopadu 2012) |
|         | Cchaj Čchi (蔡奇) (* 1955)           | květen 2017   | listopad 2022 | člen politbyra ÚV KS Číny (od října 2017), později člen stálého výboru politbyra (od 2022) |
|         | Jin Li (尹力) (* 1962)               | listopad 2022 | v úřadu       | člen politbyra ÚV KS Číny |

## Starostové Pekingu (od 1948)
Uvedeni jsou starostové Pekingu od prosince 1948. Během kulturní revoluce, od dubna 1967 do prosince 1979, pekingskou lidovou vládu v čele se starostou nahradil pekingský revoluční výbor v čele s předsedou. V prosinci 1979 byl revoluční výbor zrušen a obnovena lidová vláda vedená starostou.
Ve sloupci „Další funkce“ jsou uvedeny nejvýznamnější současně zastávané úřady, případně pozdější působení v politbyru a stálém výboru politbyra.
| Portrét | Jméno (životní data)                 | Od            | Do            | Další funkce |
| ------- | ------------------------------------ | ------------- | ------------- | --- |
|         | Jie Ťien-jing (叶剑英) (1897–1986)   | prosinec 1948 | září 1949     | guvernér Kuang-tungu (od listopadu 1948) |
|         | Nie Žung-čen (聂荣臻) (1899–1992)    | září 1949     | únor 1951     | velitel Severočínského vojenského okruhu, první zástupce náčelníka a od 1950 náčelník generálního štábu ČLOA                                                                            |
|         | Pcheng Čen (彭真) (1902–1997)        | únor 1951     | květen 1966   | první tajemník pekingského městského výboru KS Číny, člen politbyra ÚV KS Číny |
|         | Wu Te (吴德) (1913–1995)             | květen 1966   | duben 1967    | úřadující |
|         | Sie Fu-č’ (谢富治) (1909–1972)       | duben 1967    | březen 1972   | kandidát 8. politbyra ÚV a od dubna 1969 člen 9. politbyra ÚV KS Číny místopředseda vlády ministr veřejné bezpečnosti, od 1971 první tajemník pekingského městského výboru KS Číny      |
|         | Wu Te (吴德) (1913–1995)             | květen 1972   | říjen 1978    | druhý, od října 1972 první tajemník pekingského městského výboru KS Číny; člen 10. (od srpna 1973) a 11. politbyra ÚV KS Číny                                                           |
|         | Lin Chu-ťia (林乎加) (1916–2018)     | říjen 1978    | leden 1981    | první tajemník pekingského městského výboru KS Číny |
|         | Ťiao Žuo-jü (焦若愚) (1915–2020)     | leden 1981    | březen 1983   | |
|         | Čchen Si-tchung (陈希同) (1930–2013) | březen 1983   | únor 1993     | tajemník pekingského městského výboru KS Číny (1992–1995) a člen politbyra ÚV KS Číny (1992–1995)                                                                                       |
|         | Li Čchi-jen (李其炎) (1938–2020)     | únor 1993     | říjen 1996    | |
|         | Ťia Čching-lin (贾庆林) (* 1940)     | říjen 1996    | únor 1999     | do února 1997 úřadující, od 1997 tajemník pekingského městského výboru KS Číny (1997–2002) a člen politbyra ÚV KS Číny (1997–2012), později i člen stálého výboru politbyra (2002–2012) |
|         | Liou Čchi (刘淇) (* 1942)            | únor 1999     | leden 2003    | tajemník pekingského městského výboru KS Číny (2002–2012) a člen 16. a 17. politbyra ÚV KS Číny (2002–2012)                                                                             |
|         | Meng Süe-nung (孟学农) (* 1949)      | leden 2003    | duben 2003    | |
|         | Wang Čchi-šan (王岐山) (* 1948)      | duben 2003    | listopad 2007 | do února 2004 úřadující, později člen politbyra (2007–2017), a člen stálého výboru politbyra (2012–2017)                                                                                |
|         | Kuo Ťin-lung (郭金龙) (* 1947)       | listopad 2007 | červenec 2012 | do ledna 2008 úřadující, později tajemník pekingského městského výboru KS Číny (2012–2017), a člen politbyra ÚV KS Číny (2012–2017)                                                     |
|         | Wang An-šun (王安顺) (* 1957)        | červenec 2012 | říjen 2016    | do ledna 2013 úřadující |
|         | Cchaj Čchi (蔡奇) (* 1955)           | říjen 2016    | květen 2017   | do ledna 2017 úřadující, později tajemník pekingského městského výboru KS Číny (2017–2022), a člen politbyra ÚV KS Číny (od 2017), člen stálého výboru politbyra (od 2022)              |
|         | Čchen Ťi-ning (陈吉宁) (* 1964)      | květen 2017   | říjen 2022    | do ledna 2018 úřadující, později člen politbyra ÚV KS Číny (od 2022), |
|         | Jin Jung (殷勇) (* 1969)             | říjen 2022    | v úřadu       | |

## Předsedové pekingského městského lidového shromáždění (od 1979)
| Jméno (životní data)                | Od            | Do          | Další funkce                                                                          |
| ----------------------------------- | ------------- | ----------- | ------------------------------------------------------------------------------------- |
| Ťia Tching-san (贾庭三) (1912–1984) | prosinec 1979 | březen 1983 |                                                                                       |
| Čao Pcheng-fej (赵鹏飞) (1920–2005) | březen 1983   | únor 1993   | mandžuské národnosti, předtím předseda pekingského městského výboru ČLPPS (1979–1983) |
| Čang Ťien-min (张健民) (* 1931)     | únor 1993     | únor 2001   |                                                                                       |
| Jü Ťün-po (于均波) (* 1941)         | únor 2001     | leden 2007  |                                                                                       |
| Tu Te-jin (杜德印) (* 1951)         | leden 2007    | leden 2017  |                                                                                       |
| Li Wej (李伟) (* 1958)              | leden 2017    | leden 2023  |                                                                                       |
| Li Siou-ling (李秀领) (* 1962)      | leden 2023    | v úřadu     |                                                                                       |

## Předsedové pekingského městského výboru Čínského lidového politického poradního shromáždění (ČLPPS, od 1955)
| Jméno (životní data)                | Od            | Do            | Další funkce                                                                                  |
| ----------------------------------- | ------------- | ------------- | --------------------------------------------------------------------------------------------- |
| Liou Žen (刘仁) (1909–1973)         | duben 1955    | 1967          | druhý tajemník pekingského městského výboru KS Číny (1955–1966)                               |
| Ting Kuo-jü (丁国钰) (1916–2015)    | listopad 1977 | prosinec 1979 |                                                                                               |
| Čao Pcheng-fej (赵鹏飞) (1920–2005) | prosinec 1979 | březen 1983   | mandžuské národnosti, později předseda pekingského městského lidového shromáždění (1983–1993) |
| Liou Tao-šeng (刘导生) (1913–2014)  | březen 1983   | březen 1985   |                                                                                               |
| Fan Ťin (范瑾) (1919–2009)          | březen 1985   | květen 1986   |                                                                                               |
| Paj Ťie-fu (白介夫) (1921–2013)     | květen 1986   | únor 1993     |                                                                                               |
| Wang Ta-ming (王大明) (* 1929)      | únor 1993     | leden 1998    |                                                                                               |
| Čchen Kuang-wen (陈广文) (* 1936)   | leden 1998    | leden 2003    |                                                                                               |
| Čcheng Š’-e (程世峨) (* 1940)       | leden 2003    | leden 2006    |                                                                                               |
| Jang An-ťiang (阳安江) (* 1945)     | leden 2006    | leden 2011    |                                                                                               |
| Wang An-šun (王安顺) (* 1957)       | leden 2011    | leden 2013    | starosta Pekingu (2012–2016)                                                                  |
| Ťi Lin (吉林) (* 1962)              | leden 2013    | leden 2022    |                                                                                               |
| Wej Siao-tung (魏小东) (* 1961)     | leden 2022    | v úřadu       |                                                                                               |